# Sadia Madi
Sadia Madi, née en 2002 au nord Cameroun, est une militante camerounaise pour les droits des femmes et des filles dans la ville de maroua, à l'extrême-nord cameroun.

## Biographie

### Enfance et début
Sadia Madi a poursuivi ses études dans la ville de Maroua. Avec l'aide de ses parents, elle a échappé au mariage forcé qui est une pratique normalisée par leurs coutumes. Elle étudie à l'université de Maroua et a pour ambition de devenir psychologue.

## Œuvres sociales et humanitaires
Sadia Madi est une militante  et présidente de l'Association des Jeunes Engagés et Unis pour le Développement Participatif (AJEUDEP), une organisation basée à Maroua, dans la région de l'Extrême-Nord du Cameroun. Elle milite pour les droits humains et est souvent vu dans des activités de Plan International
Depuis plus de cinq ans, elle se consacre à la défense des droits des femmes et des hommes, avec un accent particulier sur les droits des femmes dans cette zone du pays, où elles sont souvent négligées. Sadia Madi lutte activement pour l'autonomisation des jeunes filles et des femmes victimes de violences basées sur le genre. Ses actions incluent des campagnes de sensibilisation, des causeries éducatives, des ateliers de formation et de renforcement des capacités. 
Ces initiatives ont permis de faire progresser la situation des femmes et des filles, notamment dans le département du Diamaré, autour de la ville de Maroua. L'un des exemples marquants de son travail est la libération de nombreuses femmes, dont une victime de mariage forcé à un âge très précoce. 
Un exemple notable est celui de Fatima (nom fictif pour des raisons de sécurité), qui a été contrainte à un mariage à l'âge de 15 ans avec un homme de 60 ans déjà marié à trois autres femmes. Les actions de l'AJEUDEP ont connu un réel succès grâce à l'engagement de Sadia Madi, ce qui a conduit à des changements significatifs dans la vie des femmes de la région. Pour ses efforts et son travail inlassable, elle a reçu des encouragements et des félicitations de la part de la délégation départementale du Ministère de la Promotion de la Femme et de la Famille (MINPROFF). Son engagement continue d'inspirer de nombreux jeunes et femmes de la région, contribuant ainsi à un changement de mentalités en matière de droits des femmes et d'égalité des genres dans le Nord du Cameroun.